# کاروانسرا و قلعه قالوده
کاروانسرا و قلعه قالوده مربوط به دوره قاجار است و در شهرستان مهران، بخش صالح آباد، روستای گلان واقع شده و این اثر در تاریخ ۱۴ مرداد ۱۳۸۲ با شمارهٔ ثبت ۹۵۳۳ به‌عنوان یکی از آثار ملی ایران به ثبت رسیده است.